# Miedziana (województwo dolnośląskie)

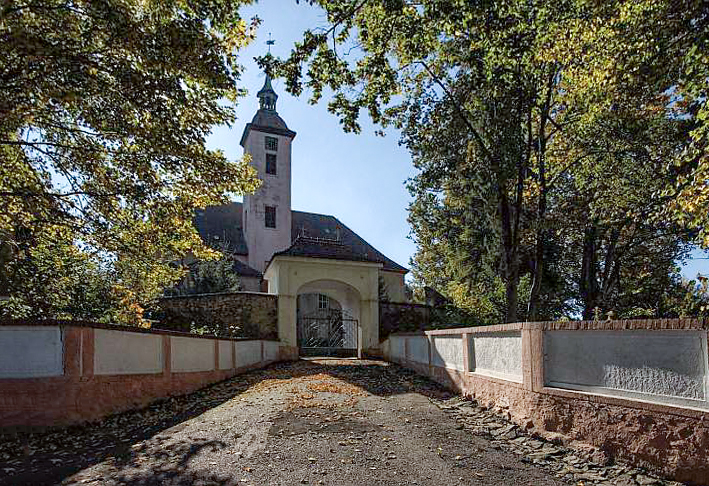
Kościół śś. Piotra i Pawła w Miedzianej

Miedziana (niem. Küpper, daw. Miedziane) – wieś w Polsce, położona w województwie dolnośląskim, w powiecie zgorzeleckim, w gminie Sulików.

## Położenie
Miedziana to wieś łańcuchowa o długości około 2,2 km, leżąca na Pogórzu Izerskim, na południowo-zachodnim skraju Wzgórz Zalipiańskich, na wysokości 280–335 m n.p.m.

## Podział administracyjny
| SIMC    | Nazwa     | Rodzaj  |
| ------- | --------- | ------- |
| 0192494 | Jabłoniec | kolonia |
| 0192502 | Łowin     | kolonia |

W latach 1945–1954 siedziba gminy Miedziane. W latach 1975–1998 miejscowość administracyjnie należała do województwa jeleniogórskiego.

## Historia
Miedziana została założona najprawdopodobniej na początku XIV wieku przez kolonistów niemieckich. W połowie XIV wieku musiała to być już duża wieś, ponieważ istniał w niej kościół parafialny. W XVIII wieku wieś była jednym z większych ośrodków tkactwa w okolicy, w 1978 roku wśród mieszkańców było 28 tkaczy, 3 wytwórców artykułów drewnianych i 3 handlarzy. W 1825 roku w miejscowości był dwór, 2 folwarki, kościół ewangelicki ze szkołą, 142 domy, 4 młyny wodne, 2 tartaki, 23 warsztaty płóciennicze. W 1840 roku w Miedzianej było 108 warsztatów bawełnianych i 130 lnianych, a wśród mieszkańców było 31 różnych rzemieślników i 7 handlarzy. Pod koniec XIX wieku miejscowość ucierpiała znacznie w kilku powodziach. W okresie międzywojennym Miedziana cieszyła się sporą popularnością jako letnisko.

Po 1945 roku miejscowość znacznie się wyludniła. W 1978 roku było tu 112 gospodarstw rolnych, w 1988 roku ich liczba zmalała do 48.

## Zabytki
Do wojewódzkiego rejestru zabytków wpisane są:
- kościół ewangelicki, obecnie rzymskokatolicki filialny pw. św. Piotra i Pawła, z lat 1726–1730,
- pastorówka, obecnie dom mieszkalny, nr 68, z XVIII w.
- zespół pałacowo-parkowy, nr 163,
  - pałac, z około 1840 r.
  - spichrz, z około 1800 r.
  - oficyna, z połowy XIX w.
  - park, z XIX w.

## Szlaki turystyczne
Przez Miedzianą przechodzi szlak turystyczny:
- z Zawidowa do Grabiszyc Średnich.